# Pyrrol–imidazolové polyamidy
Pyrrol–imidazolové polyamidy jsou polyamidy obsahující pyrrolové a imidazolové funkční skupiny. Mohou se navazovat na DNA.
Tyto polymery jsou zkoumány jako látky, které by mohly vypínat a zapínat geny a být využity v genové terapii.